# Рыбцех
Рыбце́х (каз. Балықцехы) — село в Теректинском районе Западно-Казахстанской области Казахстана. Входит в состав Анкатинского сельского округа. Код КАТО — 276239200.

## Население
В 1999 году население села составляло 513 человек (259 мужчин и 254 женщины). По данным переписи 2009 года, в селе проживало 129 человек (68 мужчин и 61 женщина).